# Abie the Agent

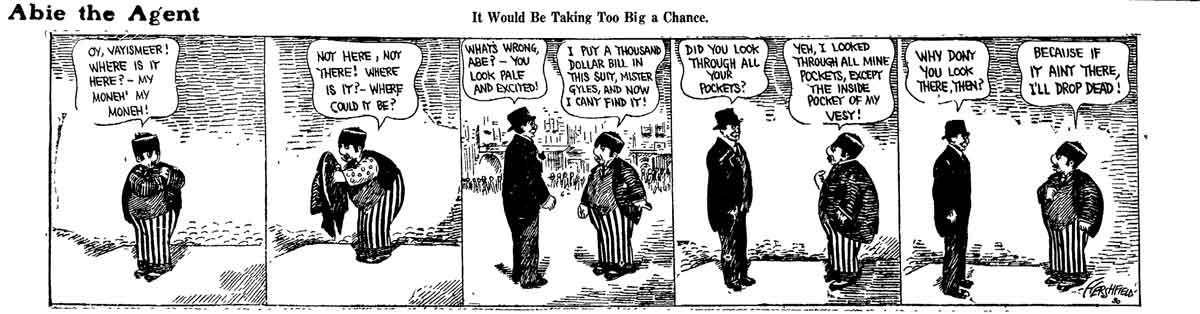
Bande quotidienne dAbie du 30 mars 1917.

Abie the Agent est un comic strip humoristique de Harry Hershfield diffusé entre 1914 et 1940 dans la presse américaine par le King Features Syndicate. C'est la première bande dessinée américaine dont le héros, le vendeur de voiture éponyme Abraham Kabibble, soit un Juif non caricatural. 
Jouissant d'une certaine popularité, la série a été adaptée en dessin animé en 1917 et en musique dans l'entre-deux-guerres. Elle n'est pas traduite en français.